# Ray Bradbury
Raymond Douglas »Ray« Bradbury, ameriški pisatelj, pesnik in scenarist, * 22. avgust 1920, Waukegan, Illinois, Združene države Amerike, † 5. junij 2012, Los Angeles, Kalifornija, ZDA.
Najbolj je znan po svojih znanstvenofantastičnih in grozljivih romanih ter kratkih zgodbah, med drugim po antiutopičnem romanu Fahrenheit 451 in zbirki kratkih zgodb (obravnavani tudi kot roman) Marsovske kronike.
Velja za enega od avtorjev, ki so najbolj odgovorni za dvig žanra znanstvene fantastike iz polja šunda v mainstream.